# Étang de Berre
Pour les articles homonymes, voir Berre.

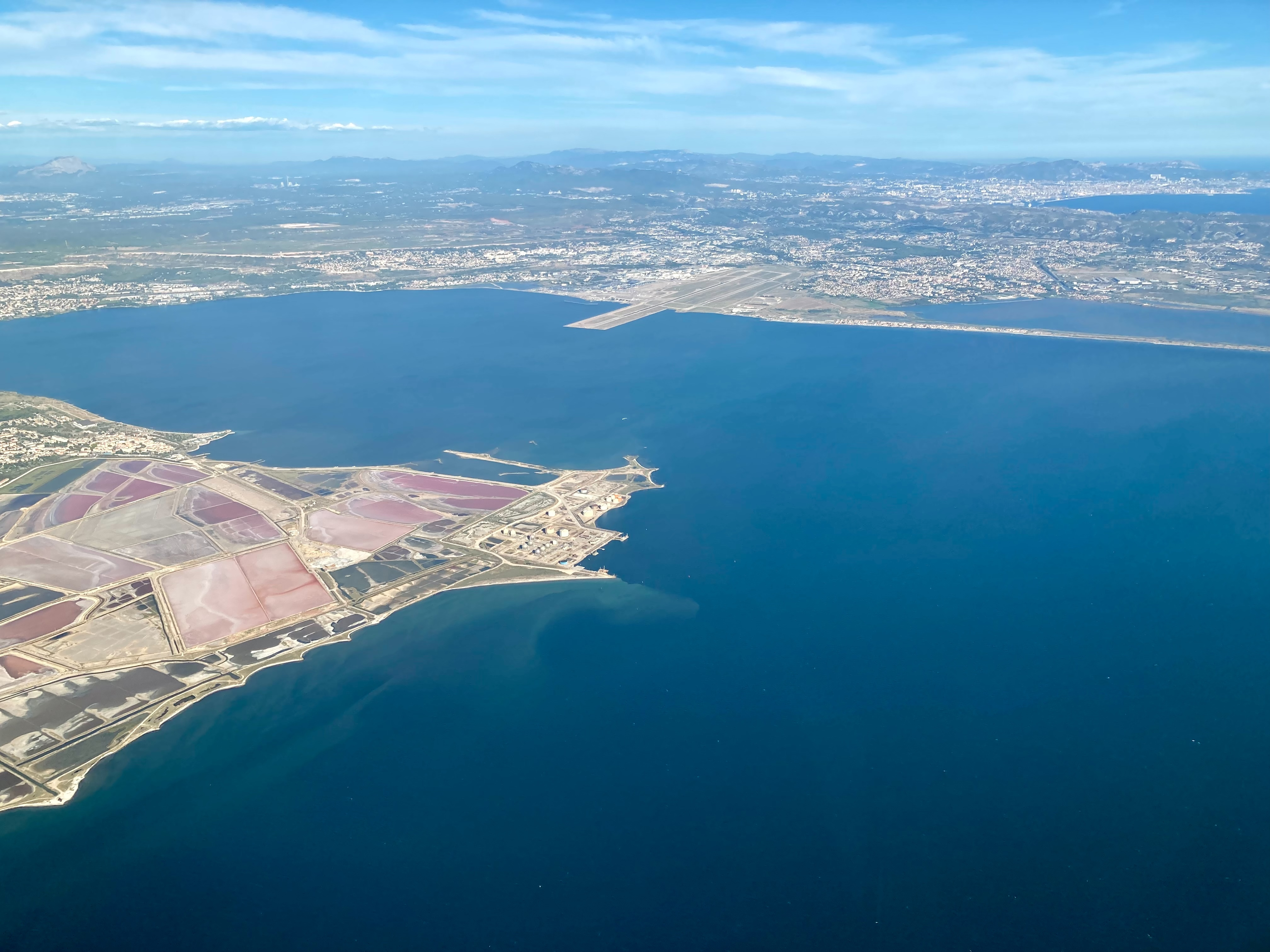
Vue aérienne.

L'étang de Berre est une lagune méditerranéenne d'eau saumâtre située à l'ouest de Marseille, dans le département français des Bouches-du-Rhône (région Provence-Alpes-Côte d'Azur). 
Durant le XXe siècle, d'importantes infrastructures industrielles ont été installées autour de l'étang de Berre, notamment plusieurs raffineries de pétrole, ainsi que l'aéroport Marseille-Provence à Marignane.
La création d'une centrale hydroélectrique au nord de l'étang, à Saint-Chamas, a eu pour conséquence un apport massif d'eau douce et de sédiments et une modification profonde de l'hydrologie et de l'écologie de la lagune.

## Géographie

### Topographie

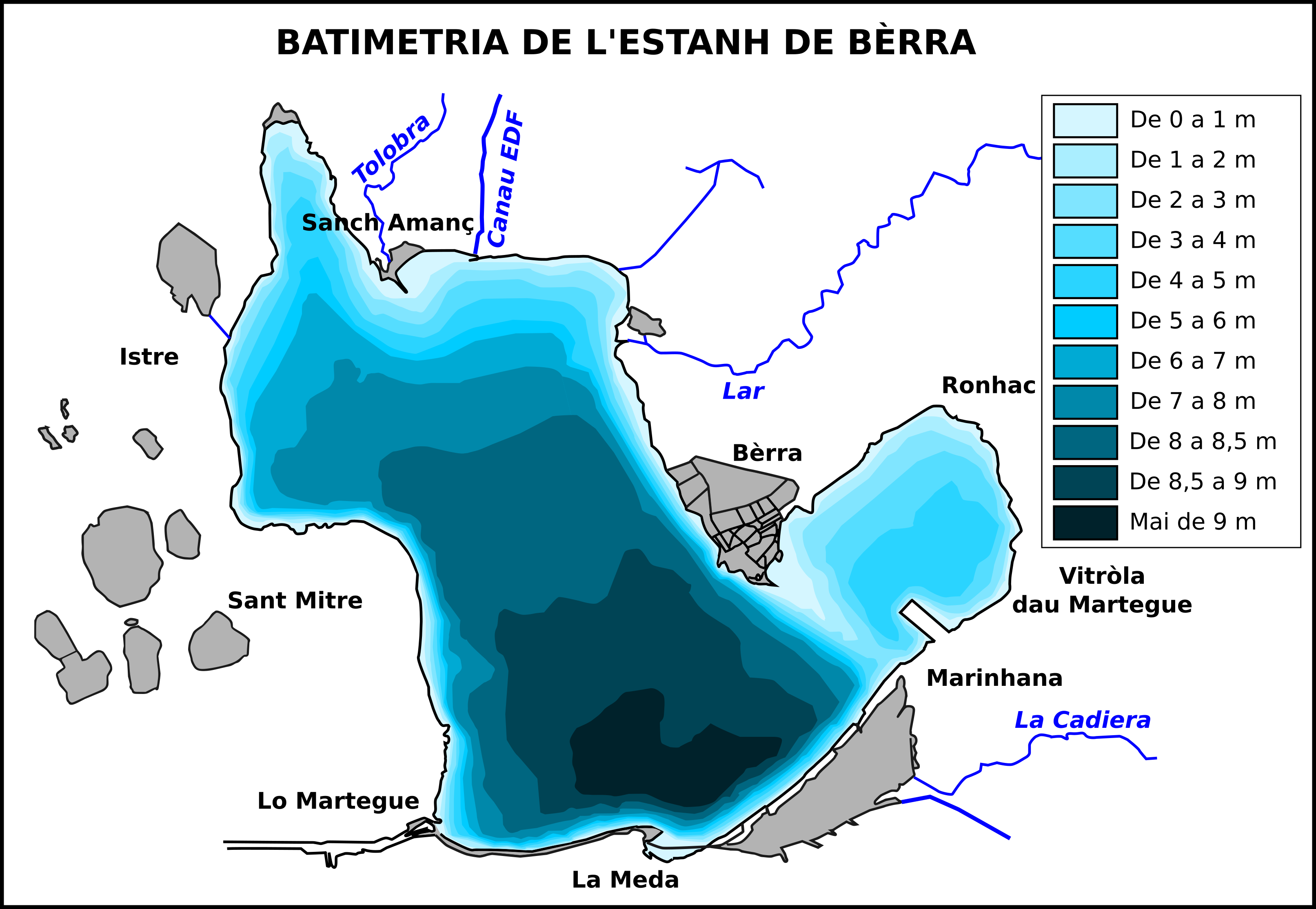
Bathymétrie de l'étang de Berre (en provençal).

Créée par la remontée des eaux lors des dernières glaciations, cette petite mer intérieure se compose actuellement de deux sous-ensembles : l'étang principal et l'étang de Vaïne à l'est. On peut noter également la présence de l'étang de Bolmon, au sud-est, qui est séparé de l'étang de Berre par le cordon dunaire du Jaï. Il s'agit d'une vaste lagune d'eau saumâtre de 20 kilomètres de long, 16,5 kilomètres de large et 9,5 mètres de profondeur maximale, soit 15 500 hectares et 980 000 000 m3 d'eau. Cette superficie en fait la deuxième lagune d'Europe après le Mar Menor, en Espagne.

### Hydrographie
L'étang de Berre est le réceptacle naturel en eau douce de l'Arc, la Touloubre, la Cadière, la Durançole. Son bassin versant naturel est de 1 700 km2.
Depuis 1966, il reçoit les apports très importants du canal EDF de la Durance, désormais principale source d'alimentation en eau douce de l'étang, ce qui a entraîné des modifications très importantes de l'écologie de l'étang.
L'étang de Berre communique avec la mer Méditerranée par le canal de Caronte, à l'ouest. Le canal de Marseille au Rhône, qui le relie à L'Estaque, au sud-est, est obstrué depuis 1963 par un éboulement dans le tunnel du Rove.

### Climat
La température de l'étang est comprise entre 5 et 32 °C (moins d'inertie que la mer, ce qui explique une température plus froide en hiver et plus chaude en été). Le vent dominant est le mistral, qui peut y souffler fort.
Le site du Gipreb indique en temps réel la température de l'eau, la force et direction du vent ainsi que la salinité de l'eau.

## Toponymie
Le terme « étang » utilisé pour désigner cette lagune résulte d'une traduction littérale des termes anciens estanh ou estang.
Le nom existe également dans la langue régionale locale (le provençal) : estang de Berro ou mar de Berro, en graphie mistralienne (dite « phonétique ») ; estanh de Bèrra ou mar de Bèrra, en graphie classique.

## Occupation humaine de l'étang de Berre

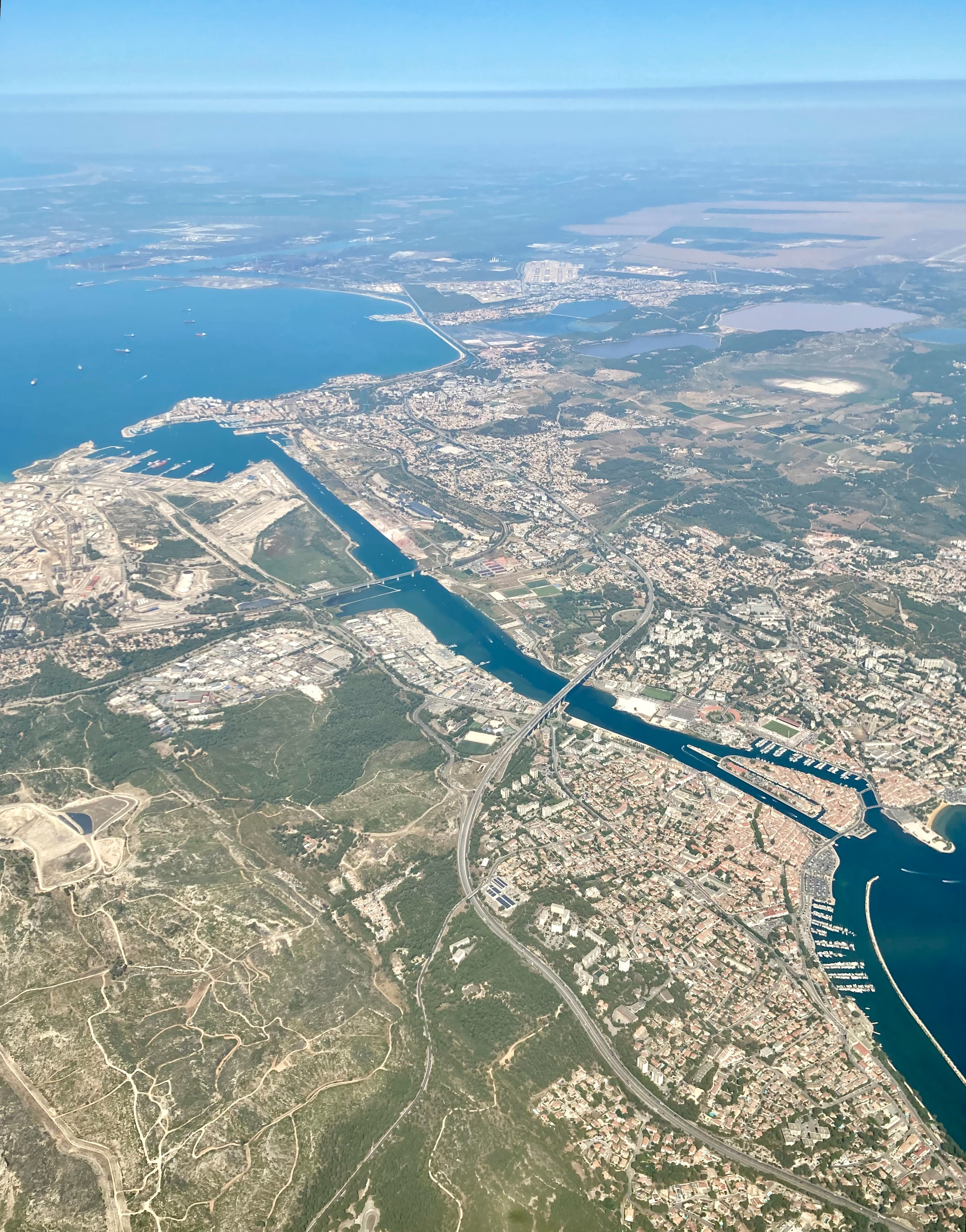
Le canal de Caronte

### De l'Antiquité au début duXIXesiècle
Les Romains colonisent l'étang de Berre à l'Antiquité, profitant d'une terre fertile et de l'eau douce des rivières. Son nom latin était alors Stagnum Mastromela. Les Romains développent alors de petits villages orientés vers le travail de la terre (vigne, olivier, exploitation des salines).

### AuXIXesiècle
L'étang de Berre devient un site stratégique pour l'implantation d'activités économiques. À cet effet, de nombreux travaux d'aménagements sont réalisés :
- Entre 1847 et 1925 : Approfondissement du chenal d'abord à −3 m puis travaux successifs portant la profondeur du chenal de Caronte de −3 à −6 m puis à −9 m de profondeur en 1925.
- 1925 : Mise en service du canal du Rove reliant l'étang à la rade de Marseille[7].

### L'étang de Berre, site industriel majeur

Carte de l'étang de Berre.

En 1910, Henri Fabre y fait décoller le premier hydravion. Cet événement motivera le choix de la création de l'aéroport de Marseille sur les rives de la lagune en 1922, à l’initiative du colonel Jacques Théodore Saconney.
Installation des raffineries Shell à Berre en 1928, puis des Raffineries de Provence (futur Total) à la Mède (commune de Châteauneuf-les-Martigues). Une loi est votée en 1957 pour interdire la pêche dans l'étang de Berre en raison de l'accumulation de la pollution d'origine chimique dans la chair des poissons. Les pêcheurs sont indemnisés pour le dommage causé puis vendent leurs droits de pêche.
Le site prend encore de l'ampleur avec la création et le développement du complexe sidérurgique de Fos, source de nombreux emplois.
À la fin des années 1960, la salinité de la lagune est de 32 g/l, avec une faible variabilité spatiale et temporelle liée aux apports fluviaux et aux conditions climatiques.
Durant les années 1970, on enregistre une explosion démographique due au succès du développement économique de la zone. Une ville nouvelle est créée en 1972 aux abords de la lagune sous le nom d'agglomération nouvelle du Nord-Ouest de l'étang de Berre.
En 1971, on note la mise en place du SPPPRI sur l'étang de Berre puis Fos et l'entrée en application par les industriels locaux de normes de rejets plus strictes que les normes nationales.

## La centrale EDF de Saint-Chamas

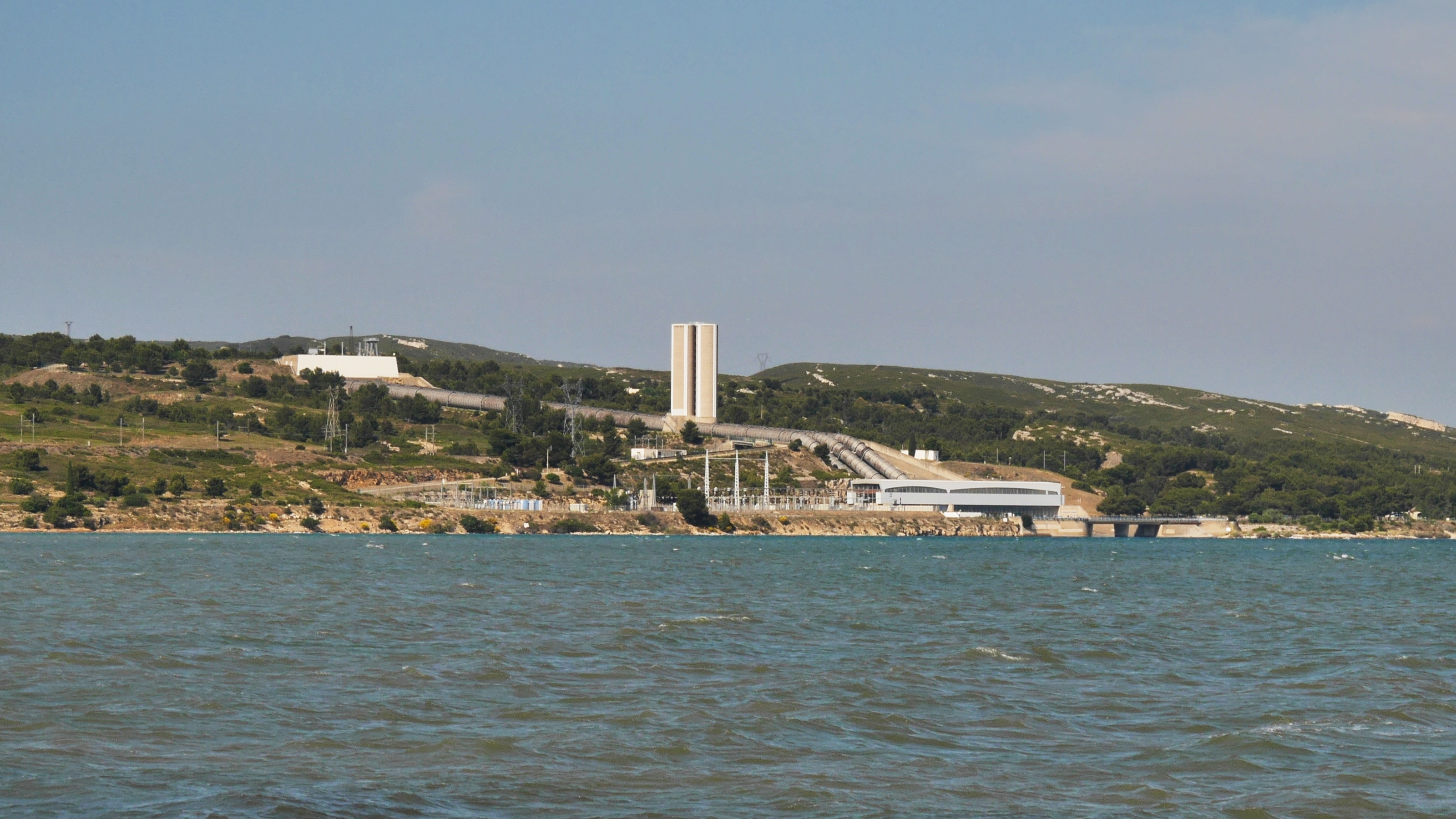
la Centrale hydroélectrique de Saint-Chamas

Depuis 1966, la lagune reçoit les eaux douces de la Durance par le canal EDF. Ce canal usinier EDF alimente la centrale hydroélectrique de Saint-Chamas.

### Les conséquences sur la lagune
Cet apport considérable d'eau douce et de limons a eu d'importantes conséquences hydrologiques pour la lagune.
L'eau douce représente en moyenne un apport de 3,3 milliards de mètres cubes par an (mesuré sur la période 1966-93) soit environ 3,7 fois le volume de la lagune. Dans le même temps, les apports moyens en sédiment sont de 520 000 t/an. Les limons s'accumulent dans certaines zones, au nord de la lagune.
De ce fait, la salinité chute rapidement et se produit la stratification des eaux liée à la différence de densité entre l'eau douce déversée et l'eau de mer entrant en profondeur. Avec les apports accrus en nutriments, il s'ensuit une eutrophisation du milieu.
On a constaté une dégradation des peuplements à affinité marine, l'apparition d'une macrofaune euryhaline et la quasi-disparition des herbiers. Enfin, en raison de la stratification haline et de l'eutrophisation, des conditions d'anoxie prévalent dans les eaux profondes. La vie benthique y a disparu.

### Les premières réactions à partir des années 1990
En 1991, un référendum d'initiative locale est organisé, 250 000 riverains se mobilisent et votent à 95 % pour l'arrêt des rejets EDF.
Entre 1993 et 1995
- Plan barnier : limitation des rejets de limons à 200 000 tonnes par an (réels 310 000 tonnes par an).
- Limitation des apports d'eau douce à 2,7 puis 2,1 milliards de mètres cubes sur douze mois et à 0,4 milliard de mètres cubes entre le 1er mai et le 30 septembre.
- Début du suivi écologique de l'étang (qualité de l'eau et des sédiments, biocénoses).
- 1994 : Rétablissement du droit de pêche[11].

Depuis 1994
- La salinité moyenne augmente progressivement mais, malgré la baisse des apports d'eau douce à l'échelle annuelle, les variations saisonnières restent importantes.
- Les peuplements sédentaires de la faune et de la flore demeurent dégradés.
- Présence de contaminants chimiques dans des sédiments bien localisés. La baisse des teneurs est attribuable à l'abattement des rejets industriels, de l'ordre de 98 %, depuis 1971.

1999
- Limitation des rejets solides d'EDF imposée à 100 000 tonnes de limon par an (réels 200 000 tonnes par an[réf. souhaitée]) en moyenne.

### L'action du Gipreb dans les années 2000
2000
- Création du Gipreb (Groupement d'intérêt public pour la réhabilitation de l'étang de Berre).

2001
- Premières efflorescences à cyanobactéries dans l'étang de Bolmon, constat de l'hyper-eutrophisation du milieu.

2002
- Une faible hydraulicité conduit EDF à limiter ses rejets. La salinité moyenne de la lagune augmente. Début de recolonisation des sédiments par une macrofaune à affinité marine. Poussées spectaculaires de macro-algues opportunistes (ulves), en particulier vers la plage du Jaï de Marignane (rive sud-est de la lagune) : le ramassage des ulves et leur dépôt à proximité du chemin de liaison avec Châteauneuf-les-Martigues est la source d'une pollution olfactive très gênante pour les habitants voisins, sans parler du risque de toxicité dû à l'hydrogène sulfuré.

2003
- 5 ans après la date limite de mise aux normes des stations d'épurations principales (> 10 000 EH), seulement la moitié d'entre elles sont aux normes sur le bassin versant. Pour les plus petites stations, l'échéance de 2015 est relativement bien respectée.
- Lancement du projet expérimental de captage du naissain de moules (Gipreb, Prud'homie de pêche de Martigues et DDAM).

2004
- Juillet : la Cour de justice des Communautés européennes indique par son arrêté du 16 juillet que les traités européens doivent être appliqués par la France et que ceux-ci interdisent, en l'absence d'autorisation délivrée par l'autorité nationale, le déversement dans une lagune salé communiquant avec la mer Méditerranée des substances qui tout en étant non toxiques ont un effet défavorable sur la teneur en oxygène du milieu marin.
- Octobre : la Cour de justice des communautés européennes dans son arrêté du 7 octobre retient deux griefs constitutifs d'un manquement aux obligations du protocole d'Athènes : l'absence d'autorisation de rejet conforme et l'insuffisance des mesures prises pour combattre et réduire la pollution de l'étang de Berre. La plainte avait été déposée par la coordination des pêcheurs de l'étang de Berre de manière totalement indépendante du Gipreb et même contre lui, par opposition aux solutions préconisées par cet organisme.
- Réouverture de sept plages sur l'étang de Berre durant la période estivale.

2005
- Le 11 février, la France répond aux injonctions de l'Europe, en proposant de nouvelles modalités de rejets.
- Septembre : EDF met en place les nouvelles modalités de rejets dans la lagune et lance une enquête publique sur le nouvel avenant de la concession des centrales de Salon - Saint-Chamas.
- Le 19 décembre, la Commission européenne adresse à l'État français une mise en demeure, jugeant insuffisantes les nouvelles modalités de rejets d'EDF.
- En nombre d'équivalent habitants, 98 % des rejets urbains dans la lagune sont conformes, 63 % sur le bassin versant.
- Faisant suite à une année de sécheresse, les très faibles apports d'eau douce par la centrale EDF ont pour conséquence une salinité exceptionnellement haute de 30 g/l.

#### Un projet de dérivation des eaux du canal de la Durance pour restaurer l'étang de Berre
A partir du milieu des années 2000, le GIPREB met en avant la nécessité de cesser totalement le déversement des eaux douces de la Durance dans l'étang, pour éviter les conséquences négatives sur la biodiversité. La solution d'une dérivation de ces eaux vers le Rhône, via un ouvrage en partie souterrain, est étudiée et son coût est évaluée en 2016 à 2 milliards d'euros. Cet investissement pourrait être rentabilisée grâce à une multiplication par 4 du turbinage et donc de la production d'électricité. En 2022, le ministre de la Transition écologique relance les études.

## Écologie de la lagune

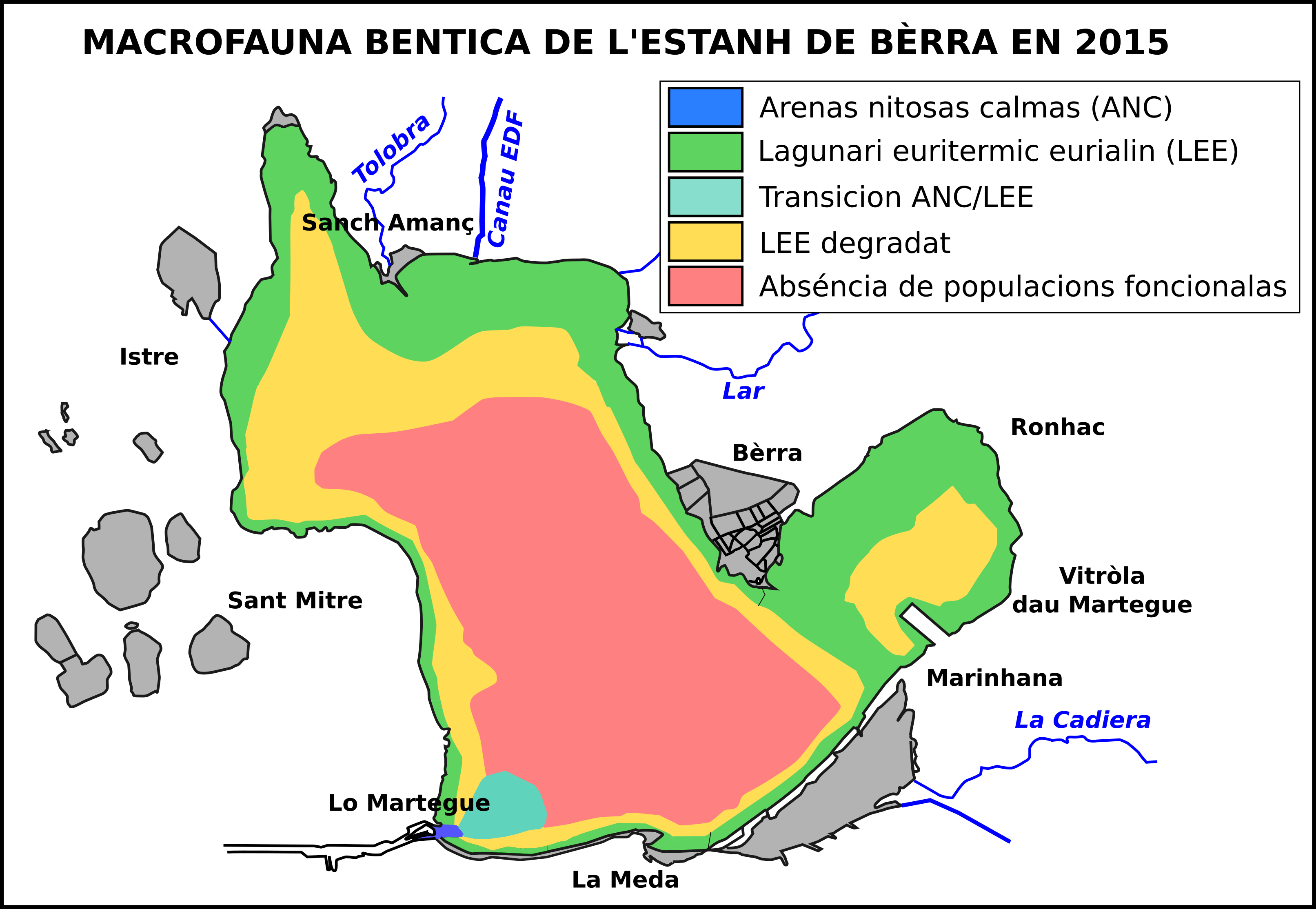
Macrofaune de l'étang de Berre (en provençal).

Les rives de l'étang de Berre ont subi l'aménagement de ses rives depuis le début du XXe siècle : raffineries de pétrole, aéroport, etc.
Malgré cela, l'étang recèle encore des richesses naturelles. La diversité des espaces naturels offre aux oiseaux une multitude de milieux. L'étang de Berre et ses alentours accueillent plus de 250 espèces d'oiseaux sédentaires ou migrateurs.
Des observatoires ornithologiques situés sur les propriétés du Conservatoire du littoral à la Poudrerie de Saint-Chamas et au bord de l'étang de Bolmon permettent leur observation.
Les salines de l'étang de Berre ont été désignées zone de protection spéciale (ZPS) dans le réseau Natura 2000 par un arrêté du 27 août 2003,,. Les marais et zones humides liées à l'étang font également l'objet d'une proposition de site d'intérêt communautaire (pSIC) depuis août 1998.
L'état écologique de l'étang de Berre est suivi par le GIPREB Syndicat Mixte depuis 1994. Après de nettes améliorations entre 2014 et 2017, l'année 2018 est marquée par une crise anoxique sans précédent entre début août et fin octobre : près de 93 % de la surface de l'étang est affectée par une disparition de l'oxygène, entraînant de fortes mortalités de la macrofaune benthique, en particulier les palourdes. La note présentée par la GIPREB  sur le sujet décrit un "effet cocktail" : c'est la conjonction de plusieurs phénomènes qui ont conduit à cette crise écologique majeure (fortes pluies et turbinages EDF importants entre février et juin, fortes chaleurs et absence de vent durant l'été, forte stratification en salinité durant l'été, demande en oxygène forte par la macrofaune benthique récemment réapparue)
En juin 2019, un chien est mort à l'étang de Berre, probablement car il aurait reniflé des algues vertes toxiques. Quelques jours plus tard à Marignane, des milliers de poissons sont morts, flottant au bord et à la surface de l'eau, la canicule et la pollution de l'eau seraient à l'origine de la mort des espèces. Le maire de Marignane parle alors de "petite catastrophe écologique".

### Réintroduction de la zostére
Au cours du mois de mai 2024, une équipe de chercheurs internationaux et d'experts de la GIPREB ont réalisé une transplantation d'herbiers de zostères dans l'étang afin de participer à la régénération de la population de zostères, quasiment décimée en 1990 avec une surface estimée à 1,2 hectare, et qui couvre en 2023 une surface d'environ 42,6 hectares. Un des objectifs de cette campagne de réintroduction est d'atteindre une population de zostères couvrant 1 500 hectares, ce qui permettrait d'être en accord avec la Directive Cadre sur l'Eau (DCE).

## Organisation administrative
Les communes qui bordent l'étang sont au nombre de dix : Istres, Miramas, Saint-Chamas, Berre-l'Étang, Rognac, Vitrolles, Marignane, Châteauneuf-les-Martigues, Martigues et Saint-Mitre-les-Remparts.

## Site touristique et récréatif

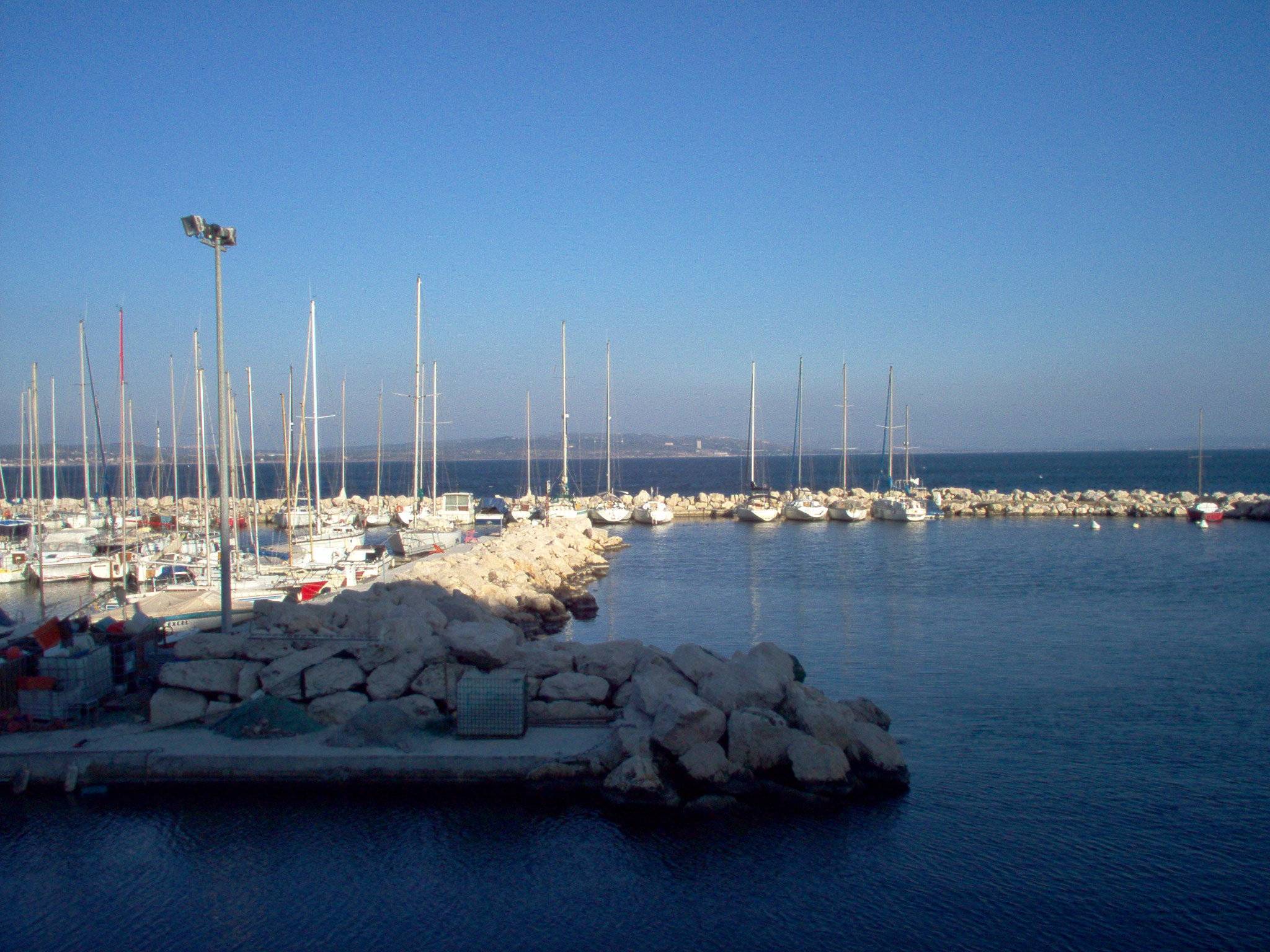
Port d'Istres

Le climat méridional, venté et ensoleillé de l'étang de Berre associé à la sécurité d'un plan d'eau fermé, offre une étendue propice aux sports nautiques.
Les ports de Saint-Chamas, Berre, Martigues et Istres sont très dynamiques, et proposent notamment des activités nautiques et de la voile dans leurs clubs respectifs.
Plusieurs clubs nautiques affiliés à la Fédération française de voile (FFV), proposent la pratique de la voile légère (catamaran de sport, funboard…), parmi eux, les plus dynamiques organisent des régates :
- Club nautique marignanais[25]
- Cercle de voile de Martigues[26]
- Sojet 13 randonnée en jetski sans permis
- Club Nautique Berrois[27]
- Club Nautique d'Istres [28]

## Dans la fiction
- Le roman Les Six Compagnons à l'Étang de Berre, paru en 1983, se déroule quasiment en totalité dans la zone de l'étang de Berre.
- Le roman Le Butor étoilé de Sigolène Vinson, est consacré à l'étang de Berre[29].